# 越相同盟
越相同盟（えつそうどうめい）は、戦国時代の永禄12年（1569年）に甲斐の武田信玄に対抗するため、越後の上杉謙信と相模の北条氏政が結んだ軍事同盟である。越相一和（えつそういちわ）とも呼ばれる。
本項では、これに対抗するために武田信玄と安房の里見義弘が結んだ軍事同盟である甲房同盟（こうぼうどうめい）についても解説する。

## 越相同盟

### 同盟の背景
武田信玄は信濃の領有を、北条氏康（氏政の父）は関東平野の制圧を目指して兵を北上させていたが、双方に戦で敗退し、関東での勢力を減退させた関東管領上杉憲政は越後の長尾景虎（後の上杉謙信）を養子として山内上杉家の家督と関東管領の地位を譲った。謙信は信濃や上野に派兵して武田・北条氏と度々交戦した。
ところが、永禄3年（1560年）に桶狭間の戦いで今川義元が敗死して今川氏の威勢が衰えると、甲斐と相模と駿河の三国間で甲相駿三国同盟を締結していたにもかかわらず、信玄は信濃方面の戦いから東海道に進出する南下策に転換し、永禄11年（1568年）に駿河侵攻を開始して今川氏真（義元の子）を遠江に追放する。この際、武田氏は北条氏に対し「上杉と今川が示し合わせて武田を滅亡させようとしたことが明らかになったので」と説明していたが、武田方が氏真の正室早川殿（北条氏康の娘）の保護を怠ったために、早川殿は徒歩で逃げる羽目になった。このことに氏康が激怒したために北条氏は武田氏との同盟を破棄し、氏政が継続中の今川氏との同盟によって駿河に兵を進め、信玄との戦いを開始した。だが、この時北条氏は前年（永禄10年（1567年））の三船山合戦における対里見氏戦の敗北によって上総の大半を失う事態に陥っており、その結果として北に上杉氏、東に宿敵里見氏、そして西に武田氏を敵として三方に抱える状況となった。
謙信もまた、永禄9年（1566年）に臼井城の戦いでの下総臼井城攻めに失敗したことにより、それまで謙信に与力・帰属していた関東の大名・豪族の多くが北条氏に降る事態に陥っていた。9月には上野金山城主由良成繁が離反、西上野箕輪城も信玄の攻撃を受けて落城、城主長野業盛は自刃し、越後と国境を接する上野に武田の勢力が伸びていた。更に反北条氏の急先鋒であった常陸太田城主佐竹義重が、更なる関東・東北進出を志向し謙信と対立するようになる。房総半島では里見氏が北条氏を撃退したものの、永禄10年には上野厩橋城代を務める謙信の直臣である北条高広までもが北条氏に通じて謀反を起こした。信玄は西上野の領国化を遂げており、謙信の関東における支配地は沼田領と厩橋領、そして桐生領までに縮小していた。
このように謙信も悪化する関東情勢を睨みつつ、信濃と西上野で信玄との対峙が続いていることから、北条氏の実権を握る氏康は謙信との和睦、すなわち関東諸大名との戦いをひとまず収め、共通の敵となった信玄との戦いに集中するという方針を打ち出した。

### 同盟締結までの動きと内容
氏康の息子で対上杉戦線の最前線にいた北条氏照・氏邦兄弟は、前年（永禄9年）に北条方に寝返った上野の元上杉家臣由良成繁に和睦仲介を依頼。同時に上杉方の下総関宿城を落城寸前に追い込み、同盟締結と引き換えに軍を引くという駆け引きも行われた。兄弟それぞれが独自に動いて交渉に当たった結果、氏邦の交渉により永禄12年（1569年）6月に「越相同盟」が締結された。この時謙信は、北条高広の帰参を許している。
当初はこの北条氏からの提案に対して謙信は反対の立場であったが、上杉氏の家臣は度重なる関東出兵による疲弊から、この同盟の締結を強く勧める。4月までには以下の4点の同盟条件が調えられた（上杉家文書）。
- 8月15日の放生会以前に、謙信が武田攻めのため信濃に出陣する。
- 氏政の子・国増丸（後の太田源五郎）を謙信の養子にする[3]。
- 謙信が上野、及び武蔵の内岩付城他数箇所を領有する[4]。
- 足利義氏を古河公方とし、謙信が関東管領を務める。

この同盟によって関東における上杉・北条両氏の勢力範囲が定められた。そして上杉氏が長年その正統性を認めてこなかった足利義氏の古河公方就任を認め、北条氏は謙信の関東管領職継承を認めた。これにより、従来は互いの姓に対する継承の正統性を認めない意味合いから、互いに旧姓（上杉氏は長尾氏、北条氏は伊勢氏）で呼び合っていた事象が解消された。
氏政の実子と謙信の家臣柿崎景家の子・晴家が人質として互いに交換されることになり、血判誓詞の交換をもって同盟は成立した。しかし、上杉・北条の戦略観には相違も大きく北条氏内部では武蔵北部の割譲に異論が出ており、氏政が謙信の求めた実子による養子縁組要求を拒否したために、既に北条幻庵の養子となっていた氏康の実子である7男・北条三郎（後の上杉景虎）との縁組になった。
しかし里見氏や佐竹氏といった関東の諸大名並びに太田資正などの反北条勢力は、この同盟への不満から謙信との同盟を破棄、武田氏に鞍替えしたため、これら関東諸侯と北条との戦いは収まることはなかった。

### 同盟の推移と効果
同盟は成ったとはいえ、連携不足や締結条件の調整の不徹底から、初手から両氏の足並みは乱れていた。7月には武蔵の内北条側とされた武蔵松山の領有を謙信が認めていないことが明らかになっている。
同月、信玄が伊豆・駿河に陣を構え、9月には上野を迂回して北条氏の本拠地である相模小田原城に向けて侵攻した。その情報を得ていた氏康・氏政父子は9月中旬（7日-）に相次いで謙信に、約定では放生会以前であったはずの信玄牽制のための出兵を促していた（上杉家文書）。これに対し越中の陣中にあった謙信は動けず、信玄は10月初旬（1日-）に氏康父子の篭城する小田原城を攻め周囲に放火して撤退、これを追撃した北条氏は三増峠の戦い（6-8日）にて信玄に善戦しつつも敗退した。
10月中旬（8日-）の氏康の再度の出陣要請の申し送りに対して謙信は「越中出陣は表裏ではない」旨の誓詞（上杉家文書・歴代古案）をしたためた上で、11月初旬に急遽越後に帰国して出兵。早くも同11月下旬（20日）に上野沼田城に入った。しかし今度は氏政が、12月に伊豆・駿河に攻め入った信玄に向けて布陣したため、謙信の同陣要求に応じなかった。また、その事情を知りながら、越相同盟に不信を抱く佐竹義重は宇都宮広綱・真壁氏幹・太田資正らとともに別方向である南常陸の小田氏治の攻撃を始め、手這坂の戦いに至った。
このため謙信は永禄13年（元亀元年・1570年）正月に、氏康の求めた西上野方面ではなく、下野に陣を進めると佐野昌綱の唐沢山城を攻め、かねてより同盟の条件として北条氏から異論の出て遂行されていなかった武蔵岩付城を割譲し太田資正に返還するように要求。北条氏は誓詞をもって返還に応じることになった。北条から上杉への養子の件も難航のすえ、3月に氏康の実子の三郎と決まり、4月、沼田城にて謙信と対面。以後、謙信の初名を与えられ上杉景虎を名乗ることになり、そのまま伴われて春日山城へと入った。
一方、信玄は同年にあたる元亀元年10月に謙信属城の沼田城・厩橋城を攻めた後、武蔵秩父方面に侵攻。対する氏政は武蔵多摩に布陣、謙信は沼田に着陣して信玄を牽制するなど、本格的に連携がなりはじめたものの、武田軍は両軍と対決することなく退去。12月になると信玄は再度駿河御厨に攻め入り、北条氏の重要拠点であり駿河における最後の砦ともいえる深沢城・興国寺城を包囲、北条方は総動員の構えで対応するが抗しきれず翌元亀2年（1571年）1月に深沢城は武田方に開城。氏政の要請により、2月下旬に向けての越山の準備を調えていた謙信は、開城と信玄帰陣の報を聞き、出馬を取り止めている。氏康病没後の元亀2年11月、信玄に通じていた常陸の佐竹義重は、氏政及び常陸小田城主小田氏治を攻めたため、救援を要請。謙信は上野総社に布陣し武田軍と対峙した。
謙信は北条氏の要請によって幾度か出兵を果たしはしたが、結果的に北条氏にとって同盟の効果は武田氏対策としても反北条諸侯対策としても薄く、その有効性には大きな疑問符が付いた。信玄の相模・北条に対する軍事行動も、深沢城を落とし駿河をほぼ制圧した後は終息に向かっていた。この時期には上杉謙信と徳川家康との間で同盟が結ばれ、上杉・北条・徳川の三氏の包囲された武田氏の軍事行動が制約され始めたと考えられている。
謙信にとっても、対武田勢力としての北条氏の同盟の効果はさほど見られず、同盟後期にはすでに武田と北条の和睦を疑うような状況にあった（上杉家文書）。逆にこの同盟によって反北条の関東諸侯による謙信への不信を招き、あわせて関東の上杉与力衆の没落などの趨勢の変化や、天正元年（1573年）に織田信長に京都を追放された室町幕府15代将軍足利義昭から上洛要請を受けた謙信は、上洛や越中平定の方に力を注がねばならぬ都合もあり、関東への大規模な軍事介入は行われないようになっていった。

### 同盟の解消とその後
同盟から2年後の元亀2年10月に、同盟を主導していた氏康が病死すると、氏政は越相同盟を解消、同年に信玄と再び同盟した（第二次甲相同盟）。北条と上杉では根源から利害が対立するだけに、同盟には無理が大き過ぎたともいえる。その後、幾度か両軍は衝突するが大規模な戦闘には発展していない。
ただし、謙信と景虎の養子縁組は解消されず、男子のいない謙信の後継になる可能性が残された。また北条は主に房総や下野方面に進出したため、東上野は上杉領、金山城など南上野の一部は北条領という原則が天正6年（1578年）の御館の乱までは守られ続けた。しかし御館の乱で謙信の甥・上杉景勝が勝利し景虎が敗死すると、改めて北条は上野の領有権を主張し、本格的な抗争が再開された。

## 甲房同盟
越相同盟の成立は、謙信の軍事力を頼りに北条氏の侵攻を食い止めてきた関東の中小大名にとっては衝撃であった。北関東と並んで北条・上杉両氏紛糾の原因となった房総半島については、強敵である武田氏と三船山合戦での勝利以後優位に立った里見氏を同時に敵に回すのは困難であるという判断から、下総・上総・安房の3国を里見領とすることを北条氏が認め、謙信が北条・里見両氏の和睦を取り持った。
しかし里見義弘は、里見・北条の戦いは半世紀に及ぶもので今更妥協できる性質のものではないこと、北条氏の傘下として下総国主の地位を守り続けてきた鎌倉時代以来の名門千葉氏が大人しく里見氏の軍門に入るとは考えられないことを理由にこれを拒み、常陸の佐竹義重を誘い北条氏と争う構えを見せた。
そこに目をつけた武田信玄は、庶流の上総庁南城城主（上総武田氏宗家）武田豊信（一説には信玄三男の信之とも）を義弘の下に派遣して、武田・里見両氏の同盟について協議した。また、太田資正・梶原政景父子も謙信に代わる新たな同盟者として信玄との連携に動いて、里見氏ら関東諸将と武田氏との同盟を模索した。その結果、越相同盟締結の2か月後の永禄12年6月には武田氏家臣である日向宗立が安房国で里見氏家臣である正木憲時と会談、その結果8月までには北条氏対策としていわゆる「甲房同盟」が締結され、9月には里見氏は上杉謙信との関係を正式に絶った。
これによって里見氏は一時的な安堵を得た。北条・武田両氏の和解後は武田・里見両氏の間の取次であった武田豊信の奔走もあり、甲房同盟は維持されて里見氏と北条氏は武田信玄の意向を受ける形で自然休戦となった。里見氏としても一旦破棄された上杉氏との関係を直ちに復旧させる訳には行かなかったからである。里見氏が再び謙信との同盟に動き出すのは、天正2年（1574年）に北条氏に攻められた関宿城への救援を受諾した後のことで、甲房同盟の維持も図られた。関東諸将と謙信の関係は越相同盟前後から悪化しており、佐竹氏なども謙信との和解と再同盟には踏み切る一方で、武田氏との関係を破棄することは無かった。
天正2年（1574年）11月に関宿城が陥落すると上杉氏の関東への影響力は大きく低下する一方、信玄の後を継いだ武田勝頼の仲介で北条氏と里見・佐竹両氏は一時的に停戦をする。だが、翌天正3年（1575年）5月の長篠の戦いで武田勝頼が大敗したことで武田氏の関東への影響力が大きく低下、甲房同盟もそれを背景とした北条氏と里見・佐竹両氏の停戦も自然消滅し、北条氏は房総半島や北関東への軍事攻勢を強めた。更に武田・上杉両氏ともに台頭する織田信長との戦いに力を注ぐようになり、謙信の主戦場も北陸へと移っていたため、北条氏を止めることは出来なかった。
上総の諸城が攻略されるに及び、里見義弘は天正5年（1577年）、北条家から姫を迎える条件で北条家との和議を承諾し、両家の長きにわたる抗争は終結した（房相一和）。
その後、里見義弘が亡くなると、内紛の末に家督を継いだ里見義頼は、天正7年（1579年）頃から佐竹義重の仲介によって武田氏との再同盟の動きが始まり、遅くても天正8年（1580年）には再び甲房同盟が結ばれている。ただし、房相一和も完全に破綻しておらず、天正10年（1582年）に武田氏が滅亡すると、再び北条氏と接近するようになる。